# 三国一夫
三国 一夫（みくに かずお、1975年〈昭和50年〉2月4日 - ）は、新潟県栃尾市（現・長岡市）出身の俳優、劇団「全快転」主宰。稲川素子事務所所属。身長187cm。

## 来歴・人物
新潟県立長岡商業高等学校、横浜商科大学卒業。高校時代はバレーボール部。
1994年12月30日、バイト先の炉端焼き居酒屋に来店した事務所のマネージャーにスカウトされる。当時、ローンで購入したバイクが盗まれたため正月返上で働いていたという。
1995年、男性を前提としたNHK連続テレビ小説の主役オーディションで1000人の中から選ばれ、『走らんか!』でデビュー。このとき3年目だった大学を休学し、1年留年している。
番組終了後の1996年に歌手活動を行い、シングルを2作リリース。大学卒業から2001年にかけてドラマや映画に出演。
2007年、小劇団の舞台に出演。活躍の場を舞台に移す。
2009年10月、演出家・竹邑類の紹介により、所属事務所をマーキュリーマネイジメントに移籍。
2011年1月 - 2011年12月、「劇団 球」の副主宰として活動する。（本人のブログ等にて確認）
2012年7月、「劇団 全快転」を立ち上げ、主宰・演出・俳優として活動することを本人及び関係者のブログ等にて確認。
『機動戦士ガンダム』や『ONE PIECE』などのファンである。
現在は、稲川素子事務所に所属。

## 趣味・特技
- バイク（自動二輪中型免許取得）『走らんか!』では、実際にスーパーカブに乗って博多の街中を疾走している。
- フォークリフト免許取得

- バレーボール
- バスケットボール
- 音楽鑑賞
- 考古学
- ガンダムプラモデル
- アニメ（ガンダム・エヴァンゲリオン・ワンピース・ケロロ軍曹）

## 主な出演作品

### テレビドラマ
- 連続テレビ小説 走らんか!（1995年10月2日 - 1996年3月30日、NHK総合） - 主演・前田汐 役（ナレーション兼任）
- 大河ドラマ 秀吉 第36回 - 第40回・第46回 - 最終回（1996年9月15日 - 10月13日・12月1日 - 22日、NHK総合） - 秀次 役
- ドラマ新銀河 今夜もごちそうさま（1997年7月7日 - 31日、NHK総合）
- 星獣戦隊ギンガマン 第三十二章（1998年10月11日、テレビ朝日） - 一郎 役
- 土曜ワイド劇場 ジャンボ宝くじ1億5千万が当たった女!連続殺人2（1999年6月19日、ABCテレビ・テレビ朝日系） - 荒木徹 役
- ドラマ30 幼稚園ゲーム〜お受験します!〜（2001年2月5日 - 3月30日、CBC・TBS系） - 武井浩一先生 役
- 福岡発地域ドラマ うきは〜少年たちの夏〜（2002年11月22日、NHK総合） - 田口巌 役
- 相棒（テレビ朝日） - 鬼丸播磨 役
  - season19 第1話「プレゼンス」・第10話「超・新生」（2020年10月14日・12月16日）
  - season22 第9話「男の花道」（2023年12月20日）

### バラエティ
- スタジオパークからこんにちは（NHK総合）
- 日本つり紀行 四万十川・アカメ物語（1996年、NHK-BS2）
- 世界ウルルン滞在記 アフリカ・ケニア編（1997年3月16日、MBS・TBS系）
- 中居正広のキンスマスペシャル 高橋英樹・真麻親子の溺愛と苦悩の日々&結婚秘話（2019年3月29日、TBS） - 高橋英樹 役（再現ドラマ）

### 映画
- 一本の手（1998年、「一本の手」製作委員会） - 水島健太 役
- 必殺! 三味線屋・勇次（1999年2月11日、松竹） - 丈吉 役
- 日本の黒い夏─冤罪（2001年3月24日、日活） - 宮本記者 役
- 赤い橋の下のぬるい水（2001年11月3日、日活） - 警官 役
- 海は見ていた（2002年7月27日、ソニー・ピクチャーズ エンタテインメント / 日活） - 祭りの男 役

### 教育映画
- ウェット・ブルー（1996年12月、大阪府教育委員会）
- ゴールからの出発（2000年9月、シナノ企画）

### オリジナルビデオ
- BE-BOP-HIGHSCHOOL（東映ビデオ） - 主演・中間徹 役
  - BE-BOP-HIGHSCHOOL 武闘派番長・血闘篇（1997年12月12日）
  - BE-BOP-HIGHSCHOOL 愛徳・立花死闘篇（1998年2月13日）
  - BE-BOP-HIGHSCHOOL 血染めの学ラン・殉愛篇（1998年9月11日）
  - BE-BOP-HIGHSCHOOL 頂上戦争・不良狩り篇（1998年11月13日）
- 続・バブルと寝た女たち（1999年12月3日、徳間ジャパンコミュニケーションズ） - 山本 役

### CKD啓発動画研究会
- JINZO人間!ピュアロカ〜ピュアロカ編〜CKDをやっつけろ!（2012年）

### CM・広告
- ロッテ リフレッシュキャンディ (1996年)
- 池田模範堂 デリケアエムズ 「ビヤホール」編（2013年）

### MV
- シャーロット・ケイト・フォックス「ゴンドラの唄」（2015年4月29日）[5]

### 舞台
- 三人姉妹 〜世界終末章 夢幻〜（2007年8月24日 - 27日、新宿村ライブスタジオ）
- Piggyback Ride（2008年5月16日 - 18日、銀座小劇場）
- 青い空と青い海と、それから。（2009年3月20日 - 22日、千本桜ホール）
- Piggyback Ride 2009（2009年10月2日 - 4日、ウッディシアター中目黒）
- My Home=home ground マイホームグラウンド（2010年5月21日 - 23日、シアター風姿花伝）
- 星屑たちのfootage（2010年11月26日 - 28日、高田馬場ラビネスト）
- My Home=home ground 2011（2011年5月13日 - 15日、ウッディシアター中目黒）
- 青い空と青い海と、それから。（2011年8月21日、目黒社会教育館6Fレクリエーションホール） - 初演出
- 星屑たちのfootage フッテージ take2（2011年12月8日 - 11日、ウッディシアター中目黒）
- 劇団 球×劇団 全快転 HAPPYコラボ声援公演『支度部屋』（2012年10月20日、大岡山西住区センターレクホール）
- だってだから、愛だってば（2012年11月30日 - 12月2日、ウッディシアター中目黒）
- 劇団 全快転 第1回旗揚げ公演「青空」（2013年5月17日 - 19日、山王フォレスト 大森theater） - 演出・出演
- 劇団 全快転 第2回公演「懺悔の樹」（2013年11月1日 - 3日、山王フォレスト 大森theater） - 演出・出演
- ながおか号砲アゲイン（2014年1月29日- 2月2日、中野劇場MOMO）
- 全快転 第3回公演「ダンボールジャンクション」（2016年4月7日 - 10日、山王フォレスト 大森theater） - 演出・出演

## CDシングル
発売：パイオニアLDC
- 君の中へ（1996年7月24日）
- どこまでいける（1996年11月13日）